# چاموش‌چو (بسنی)
چاموش‌چو (به ترکی استانبولی: Çamuşçu) یک منطقهٔ مسکونی در ترکیه است که در بسنی واقع شده‌است.